# White Jazz
(Tenente David Klein)
White Jazz è un romanzo poliziesco scritto da James Ellroy, pubblicato negli Stati Uniti nel 1992 e nello stesso anno anche in Italia.
Il libro è il quarto dedicato alla serie L.A. Quartet ed è stato tradotto in quattordici lingue.

## Trama
Los Angeles, 1958: il corrotto avvocato e tenente della Buoncostume David Klein ha, per anni, eseguito omicidi su commissione per conto di Jack Dragna, che lo vide uccidere due gangster rei di aver ferito la sorella del poliziotto, il quale prova per lei un'attrazione quasi incestuosa. Questo incarico, che gli ha fruttato il soprannome "Esecutore" e parecchi soldi con cui badare alle spese universitarie, è venuto meno quando Klein ha soffocato Dragna.
A Klein spettano comunque lavori sporchi, come tirare giù dal nono piano, per conto di Mickey Cohen, un testimone chiave nell'inchiesta contro il legame tra malavita e pugilato condotta dal procuratore federale e membro del partito democratico Welles Noonan, che con questa indagine intendeva mettersi in luce per favorire la sua ascesa in politica.
Il capitano della Narcotici Dan Wilhite affida a Klein e al suo socio Junior Stemmons il caso di un'effrazione a casa di J.C. Kafesjian: è un'indagine da trattare con delicatezza perché l'uomo è uno spacciatore che da vent'anni rifornisce di droga la LAPD. Anche Tommy, il disadattato figlio di J.C., smercia sostanze stupefacenti, mentre la sorella Lucille è una squilibrata che pratica esibizionismo e prostituzione per puro divertimento; l'unica che sembra rigare dritta è Marge, madre dei due, donna sola e disperata. Exley, diventato Capo dell'Ufficio Investigativo, chiede a Klein di insistere con le indagini per smascherare i legami tra J.C. e la polizia di Los Angeles.
Intanto Klein accetta anche un incarico da Howard Hughes, il quale vuole scoprire se un'attrice che ha sotto contratto, Glenda Bledsoe, può essere in qualche modo licenziata e fatta inserire nella lista nera di Hollywood dopo che ha accettato di partecipare a un film di fantascienza con una casa produttrice concorrente. Il corrotto tenente però si innamora della ragazza e decide di aiutarla a salvarsi dall'ira di Hughes.
Successivamente avviene un'altra effrazione, stavolta a casa della famiglia Herrick, con le stesse modalità di casa Kafesjian. I membri della famiglia vengono, stavolta, trovati assassinati; l'unico salvo, e in fuga, è il figlio maschio Richie, figlio dei defunti Philip e Joan.
Mentre Glenda trova lavoro in un film di Cohen girato da Wiyle Bullock, Klein si allea con Exley che sta ancora cercando, dopo i fatti del Nite Owl, di portare a processo il leggendario Dudley Smith. Questi però passa rapidamente al contrattacco e alcuni suoi sgherri drogano Klein filmandolo poi quando, in preda alle allucinazioni, uccide un poliziotto, Johnny Duhamel, che stava indagando sul corrotto capitano. Le riprese vengono inviate a Welles Noonan, ben invogliato a vendicarsi del corrotto tenente per il testimone gettato dal balcone. Klein viene irrimediabilmente incriminato ma ottiene quattro giorni di libertà prima di doversi consegnare. Sfuggito ad alcuni sicari di Smith, rinviene i corpi senza vita di Ritchie e Lucille, morti insieme per overdose. Scopre la verità interrogando Marge: lei era stata amante di Philip e Joan aveva fatto lo stesso con J.C., generando così molta confusione tra i figli; c'era stata guerra aperta tra Tommy, che aveva stuprato Lucille, e Richie, che amava la ragazza ma non voleva toccarla avendo il dubbio di esserne fratello. Wiyle, conosciuto Richie in galera, aveva approfittato dei vendicativi propositi del giovane per mettere sotto i riflettori i Kafesjian e uccidere gli Herrick e vendicare così la morte dei suoi genitori, uccisi da alcune bevande alcoliche tossiche messe in circolazione, molti anni addietro, da J.C. e Philip.
Wiyle confessa tutto a Klein ed Exley, e viene usato da loro per mettere fuori gioco Smith, che hanno scoperto vendere eroina in alcuni quartieri poveri della città per ingraziarseli limitandone la violenza: di fronte al capitano, infatti, il reo confesso lo aggredisce strappandogli via un occhio e procurandogli un grave danno cerebrale che lo rende paralizzato. Klein uccide quindi Wiyle, poi viene arrestato ma, dopo aver scritto una confessione in cui illustra le sue nefandezze, fugge senza trovare nessun giornalista disposto a pubblicarla. Deve infine vedersela con Hughes, furioso perché frequenta Glenda, e gli scagnozzi del magnate malmenano il tenente spedendolo in ospedale. Qui Exley gli recapita una pistola con esplicito invito a uccidere Smith, ma Klein spara invece a J.C. e Tommy, passa un'ultima notte con Glenda e fugge in Brasile, dove vivrà incapace di dimenticare la donna e tutte le sue scorrettezze.

## Trasposizione cinematografica
Il film tratto dal romanzo fu dichiarato in preparazione e avrebbe dovuto vedere George Clooney nel ruolo del tenente Klein, ma il progetto fu poi implicitamente accantonato.